# Buergeria robusta
Buergeria robusta är en groddjursart som först beskrevs av George Albert Boulenger 1909.  Buergeria robusta ingår i släktet Buergeria och familjen trädgrodor. IUCN kategoriserar arten globalt som livskraftig. Inga underarter finns listade.